# Fujigoko

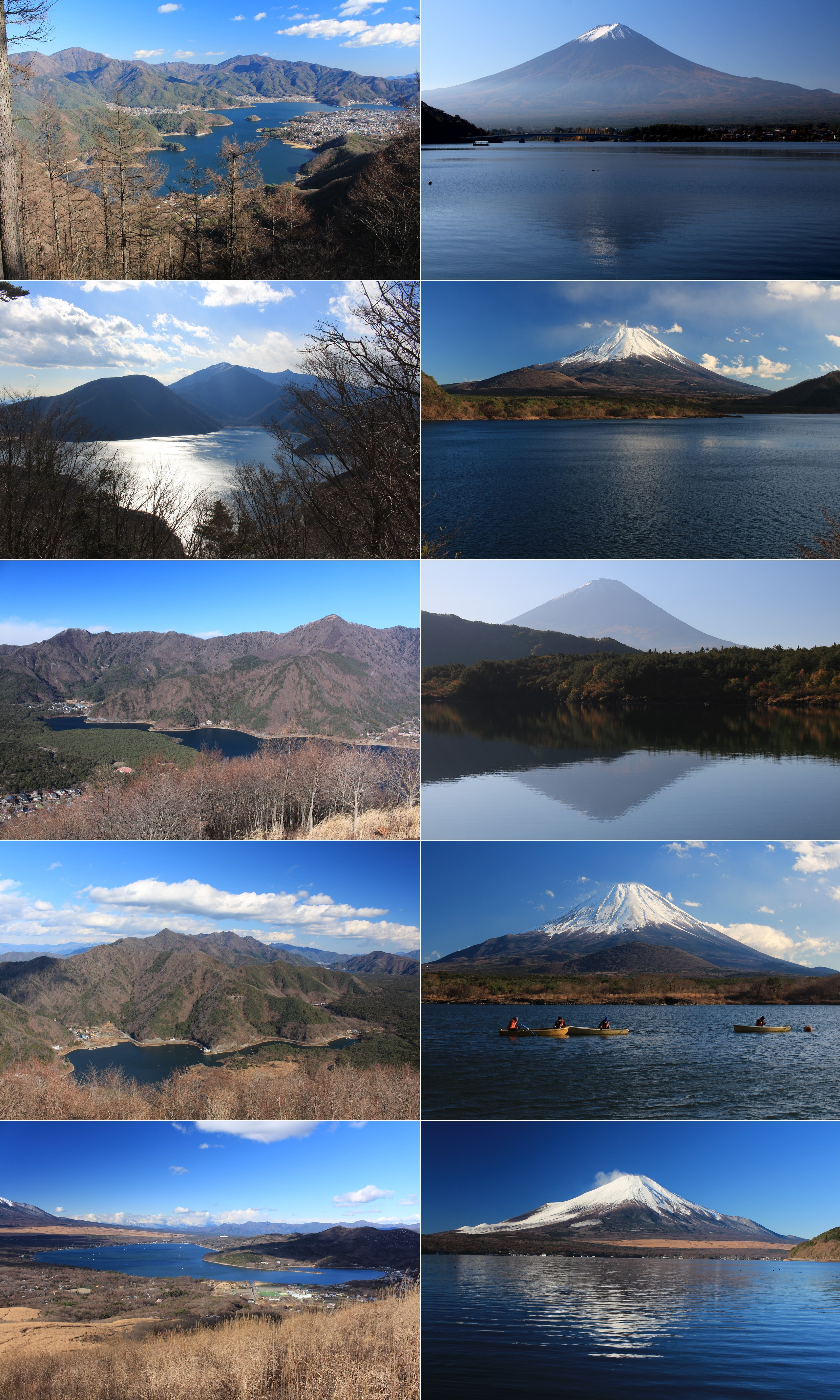
Fujigoko
Llac Kawaguchi
Llac Motosu
Llac Sai
Llac Shoji
Llac Yamanaka

El Fujigoko (富士五湖, Lit. Fuji Cinc Llacs) és un seguit de cinc llacs que rodegen el nord del mont Fuji en forma d'arc. Estan situats a la prefectura de Yamanashi, al Japó.
D'oest a est:
- Llac Motosu (本栖湖)
- Llac Shoji (精進湖)
- Llac Sai (西湖)
- Llac Kawaguchi (河口湖)
- Llac Yamanaka (山中湖)

Totes ofereixen cinc magnífiques vistes de la muntanya, sobretot a la primavera i a la tardor, quan la neu cobreix el cim.